# Ruy González de Clavijo

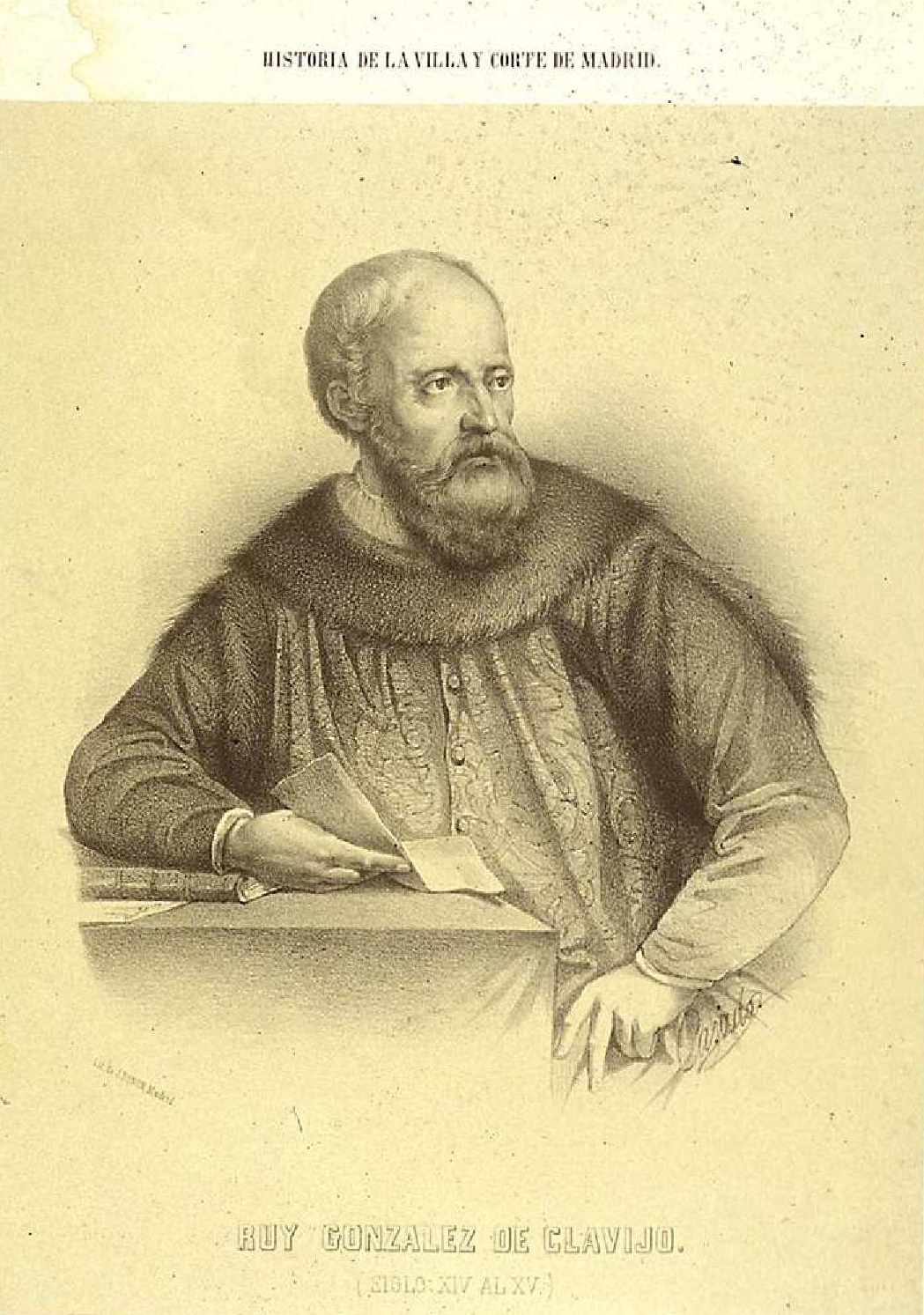
Ruy González Clavijo, litografía de Rufino Casado, 1860. Biblioteca Nacional de España

Ruy González de Clavijo (fallecido el 2 de abril de 1412) fue un embajador del rey castellano Enrique III, quien le encomendó una embajada ante la corte del sultán Temür con la intención de crear una alianza para guerrear contra el Imperio otomano.
Ruy González de Clavijo escribió la crónica o libro de viaje Vida y hazañas del gran Tamorlán con la descripción de las tierras de su imperio y señorío, escrita por Ruy González de Clavijo] conocido como Embajada a Tamorlán o 'Historia del Gran Tamorlan, e itinerario y enarracion del viage, y relacion de la embajada que Ruy Gonzalez de Clavijo le hizo por mandado del rey Don Henrique el tercero de Castilla en el que da cuenta de la experiencia vivida por los embajadores, de los que formaba parte, enviados por Enrique III, así como la vida del sultán turco-mongol musulman Temür -Tamurbec o despectivamente Tamerlán- quien radicó su corte y capital en Samarcanda. La crónica abarca el viaje entre 1403 y 1406.

## Biografía
Cuenta Gonzalo Argote de Molina en el discurso preliminar que antepuso a su edición de la Embajada de Ruy González de Clavijo que el monarca castellano Enrique III (1390 - 1406) había recibido confusas noticias sobre las victorias del rey tártaro Tamorlán (Tamerlán el Grande) contra la pesadilla de la Cristiandad, el sultán turco Bayaceto o Bayezid I, quien había derrotado en la batalla de Nicópolis (28 de septiembre de 1396) al rey húngaro cristiano Segismundo (1368-1437) y a los cruzados (franceses y valacos principalmente) que se le habían unido. Así pues, envió una primera embajada compuesta por los caballeros Payo o Pelayo de Sotomayor y Fernando de Palazuelo a los dominios de Tamerlán para verificar sus victorias y granjearse la amistad del célebre conquistador mogol. Ellos presenciaron in situ la famosa batalla de Angora, en la que el Gran Kan derrotó al sultán y lo hizo prisionero, falleciendo Bayaceto al poco en 1403. Recibidos por Tamerlán, este le entregó una amistosa carta dirigida al rey castellano y los devolvió a la Península ibérica acompañados por un embajador mogol -Mohamad Alcagí- y dos damas españolas (doña Angelina de Grecia y doña María Gómez) rescatadas del cautiverio en que las mantenía el derrotado sultán otomano.
Enrique III correspondió enviando una segunda embajada con delicados presentes y regalos compuesta por su noble camarero, Ruy González de Clavijo, junto con el guardia real Gómez de Salazar (que murió en Nishapur durante el viaje el 26 de julio de 1404) y un maestro de teología, el religioso fray Alonso Páez de Santa María. Para ello siguieron la ruta comercial habitual, partiendo del Puerto de Santa María (Cádiz) el 22 de mayo de 1403; luego de arribar a Málaga, Ibiza y Mallorca, cargaron víveres y pertrechos en Gaeta y visitaron Roma, Rodas, Quíos y Constantinopla, pasando el invierno en Pera (actual Beyoğlu). Después entraron al mar Negro y alcanzaron Trebisonda, desembarcaron y prosiguieron el viaje por tierra a través de los actuales Turquía, Irak e Irán y las ciudades de Zigana, Torul, Erzincan, Erzurum, Surmari, Ararat, Maku, Khoy, Tabriz, Miyana, Zanyán, Sultaniyya, Teherán, Simnan, Firuzcuh, Damghan, Jajarm, Nishapur, Andkhoy, Balkh, Tirnidh y Kish y, ya en la Gran Bukaria (actual Uzbekistán), alcanzaron su capital, Samarcanda, que albergaba la corte de Tamerlán, por entonces casi septuagenario y ya gravemente enfermo, el 8 de septiembre de 1404. Tras ser muy bien recibidos y agasajados por el monarca, quien llamó afectuosamente a Enrique III hijo suyo, alabó al rey castellano y agradeció los regalos, pasaron dos meses y medio en su corte contemplando las maravillas de la capital y el 21 de noviembre de 1404 emprendieron el viaje de vuelta, mucho más penoso que el de la ida, y durante el cual recibieron confusas noticias sobre el fallecimiento de Tamerlán; alcanzaron Sanlúcar de Barrameda el 1 de marzo de 1406.
El propósito de la misión era provocar una "pinza" estratégica contra los turcos en dos frentes alejadísimos en un momento muy delicado, en el que los turcos otomanos se hallaban en un interregno desde 1402 y los mamelucos, con presencia en Próximo Oriente, estaban sufriendo los ataques de Tamerlán, con el que se entrevistó Ibn Jaldún en 1401, en este caso en el sitio de Damasco, antes de su muerte en 1406.
Ya en la corte, que entonces se encontraba en Alcalá de Henares, González de Clavijo fue nombrado Chambelán por el rey y siguió al servicio de la corona, aunque más tarde fijó su residencia en Madrid donde murió y fue enterrado en la iglesia de San Francisco el Grande. La casa de González de Clavijo en Madrid se ubicaba cerca de la Plaza de la Paja y con el tiempo pasaría a formar parte de las posesiones de la familia Vargas; en la actualidad todavía lleva el nombre de estos últimos.
El relato de los viajes de González de Clavijo hasta Samarcanda entre los años 1403 y 1406, escrito por el propio viajero, embellecido con elementos fantásticos producto de fantasías librescas provocadas por las lecturas de otros libros de viajes, y recogido bajo el título de Embajada a Tamorlán, es una de las joyas de la literatura medieval castellana, y es en muchos aspectos comparable al célebre Libro de las Maravillas del italiano Marco Polo escrito casi un siglo antes.
La primera edición de la obra, en 1582, se debió al erudito sevillano Gonzalo Argote de Molina (1548-1596); este incluyó además un importante y aclarador discurso introductorio y el impresor Antonio de Sancha hizo una segunda edición madrileña en 1782. Sin embargo, el medievalista Francisco López Estrada sugirió que el relato fue en realidad escrito por el compañero de Clavijo en la embajada, Alonso Páez de Santamaría, y Leoncio Cabrero defendió, por el contrario, que ambos reunieron muchos datos juntos pero la redacción la hizo finalmente Ruy González de Clavijo. No obstante, el problema es aún más complejo según Joaquín Rubio Tovar, ya que el famoso viajero Pero Tafur escribió que intervino en la embajada un posible tercer autor, el poeta Alonso o Alfonso Fernández de Mesa, y determinados pasajes podrían haber sido redactados o elaborados con información del embajador Mohamad Alcagí.

## Ediciones
- 1582 - Historia del Gran Tamorlán e Itinerario y narración del viage, y relación de la Embaxada que Ruy Gonçalez de Clavijo le hizo, por mandado de muy poderoso Señor Rey don Henrique el Tercero de Castilla... Sevilla: A. Pescioni, 1582.
- 1783 - Vida y hazañas del gran Tamorlán con la descripción de las tierras de su imperio y señorío, escrita por Ruy González de Clavijo, Biblioteca Digital Junta de Castilla y León.
- 2002 - Misión diplomática de Castilla a Samarcanda: 1403-1406 / Diplomaticheskaia missiia iz Kastilii v Samarkand; edición, Leoncio Cabrero; traducción al ruso, Claudio Klotchkov. Madrid: Agencia Española de Cooperación Internacional / Ediciones de Cultura Hispánica.
- 2009 - Viaje a Samarkanda: relación de la embajada de Ruy González de Clavijo; coordinador científico: Rafael López Guzmán. Granada: El Legado Andalusí.